# Zoomorphology
Zoomorphology is een internationaal, aan collegiale toetsing onderworpen wetenschappelijk tijdschrift op het gebied van de anatomie, morfologie en zoologie. Het wordt uitgegeven door Springer Science+Business Media en verschijnt 4 keer per jaar.